# Orion Cymbals
Orion cymbals – brazylijski producent talerzy perkusyjnych.
Orion cymbals produkuje talerze od 1999 roku.  W swojej ofercie ma 12 serii talerzy. Firma posiada dystrybutorów w ponad 50 państwach. W Polsce talerze są rozprowadzane przez firmę Sound Trade.

## Historia firmy
- 1999: Firma zaczyna działalność. Rozpoczyna od produkcji 3 serii talerzy: Solo Pro, Solo Pro Master i Twister.
- 2000: Pierwsza prezentacja talerzy na targach NAMM i Musikmesse. Rozpoczęcie eksportu do USA, Kanady i Argentyny.
- 2001: Firma rozpoczyna współpracę z perkusistą zespołu Ultraje a Rigor band Bacalhau. Firma wypuszcza na rynek serię Vizuss. Orion cymbals jako pierwsza firma produkująca talerze umieszcza w internecie próbki dźwiękowe talerzy.
- 2002: Rozpoczęcie produkcji serii Series Personalidade. Pierwszą sygnowaną linię talerzy stworzył Bacalhau. Firma wypuszcza na rynek serię talerzy Rage Bass i pierwszą linię gongów ręcznie kutych Exotica.
- 2003: Firma rozpoczyna produkcję talerzy z serii Revolution Pro. Do linii Series Personalidade talerze sygnowane swoimi nazwiskami dodają perkusiści Xande Tamietti i Chico Medori. Odświeżona zostaje linia Twister i Vizuss.
- 2004: Firma rozpoczyna produkcję talerzy Strondo i Opus. Ta ostatnia seria zawiera talerze orkiestrowe
- 2007: Do oferty firma dodaje serie talerzy Mainstream.

## Oferta firmy
Obecnie Orion Cymbals produkuje 12 serii talerzy perkusyjnych z 2 budulców: B8 i mosiądzu:

### Talerze wykonane z brązu B8
- Opus
- Mainstream
- Solo Pro
- Solo Pro Master
- Rage Bass
- Strondo
- Vizuss
- Revolution Pro
- Serie Personalidade
- Exotica
- Unique

### Talerze wykonane z mosiądzu
- Twister